# Torsten Rietz
Torsten Sigurd Rietz, född 4 augusti 1887 i Ronneby, död där 20 januari 1976, var en svensk kirurg.
Efter mogenhetsexamen i Växjö 1904 blev Rietz medicine kandidat vid Lunds universitet 1908, medicine licentiat vid Karolinska Institutet 1912 och medicine doktor där 1917. Han hade amanuensförordnanden i anatomi 1906–1908 och i patologi 1911 i Lund samt var 1911 tillförordnad prosektor i anatomi där. Han deltog i det makedoniska fälttåget 1912 och var läkare vid Svenska röda korsets ambulans till Grekland 1912–1913. 1910–1917 var han i olika etapper amanuens vid gynekologiska och kirurgiska klinikerna samt ögonkliniken å Serafimerlasarettet. Han var förste underläkare vid Karlstads lasaretts kirurgiska avdelning 1917–1919, underläkare vid lasarettet i Västervik 1919–1922 (där under längre förordnanden som överläkare) samt tillförordnad överläkare i Jönköping 1922. Rietz var lasarettsläkare i Värnamo 1923–1927 och i Östersund 1927–1931 samt var från 1931 lasarettsläkare i Karlshamn och från 1937 överläkare vid kirurgiska avdelningen där. 1923 blev han bataljonsläkare i Fältläkarkårens reserv. Rietz företog studieresor bland annat till USA och Kanada 1925. Han utgav ett femtiotal arbeten i anatomi, kirurgi och sjukhusorganisation. 1939 var han sakkunnig för sjukhusens krigsberedskap.
Torsten Rietz var son till provinsialläkaren medicine doktor Valdemar Rietz, bror till Einar och Ingrid Rietz samt sonson till Ernst Rietz.